# Casa di Andrew Dickson White
La Casa di Andrew Dickson White (in inglese: Andrew Dickson White House) è una storica residenza della città di Ithaca nello Stato di New York.

## Storia
La casa venne fatta costruire nel 1871 da Andrew Dickson White, cofondatore e primo presidente dell'Università Cornell. L'edificio venne progettato dagli architetti William Henry Miller e Charles Babcock e ultimato nel 1874. White lasciò la casa all'università all'uso perpetuo dei suoi presidenti.
Nel 1911 si aggiunse un'ala meridionale. La villa venne quindi ristrutturata nel 1953 per essere accogliere il museo d'arte dell'università; allo stesso tempo, la sua rimessa venne trasformata in quello che oggi è il Big Red Barn. La casa servì questo ruolo fino al 1973, quando si considerò di demolirla. Henry Guerlac, direttore della Society for the Humanities dell'università, condusse la causa per evitarne la distruzione, permettendone l'iscrizione nel registro nazionale dei luoghi storici nel 1973. La biblioteca della casa è oggi nota come la Guerlac Room in suo onore.

## Descrizione
La casa è situata al 27 di East Ave nel campus dell'Università Cornell a Ithaca.
L'edificio presenta uno stile neogotico vittoriano.

## Galleria d'immagini

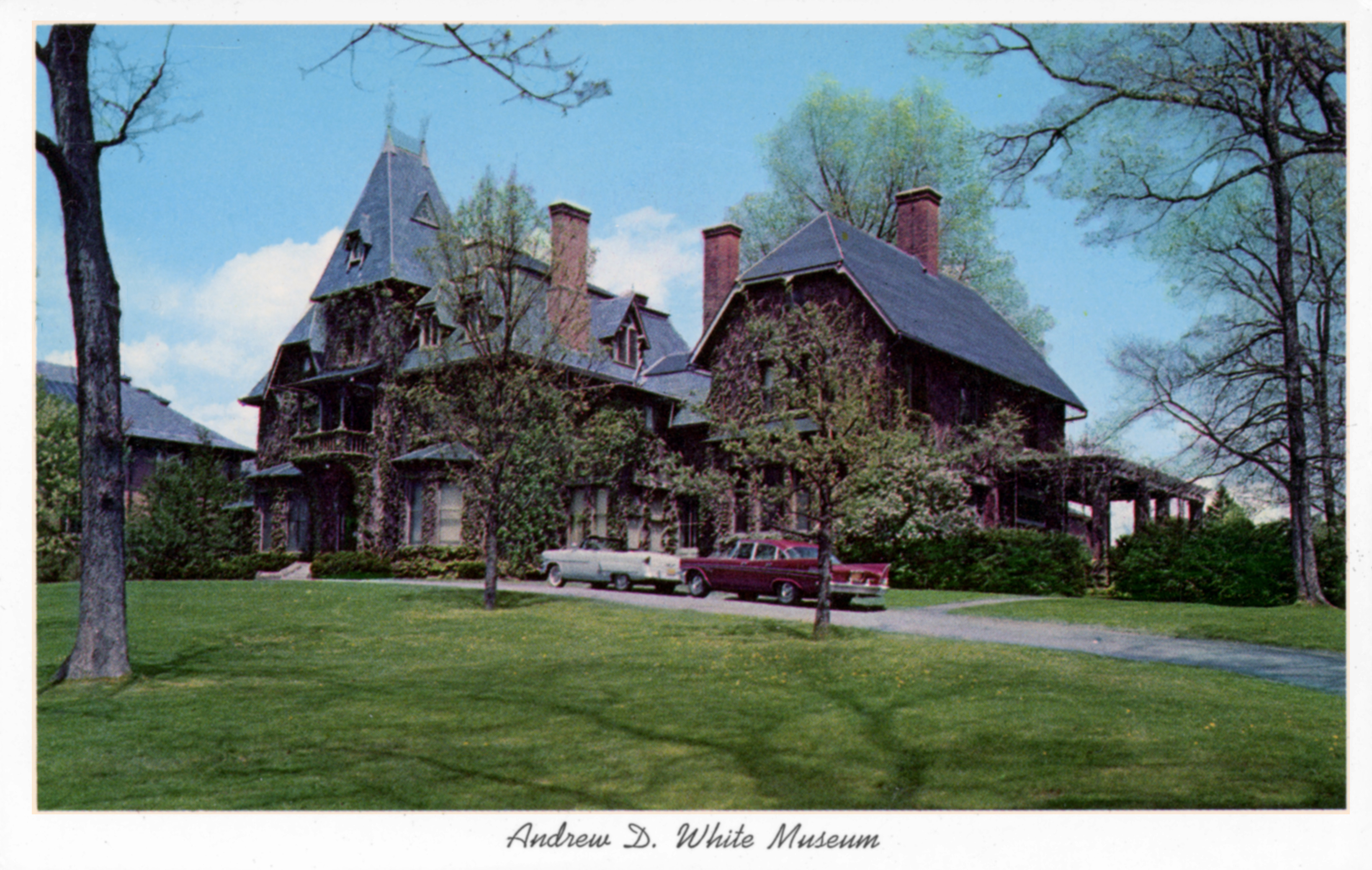
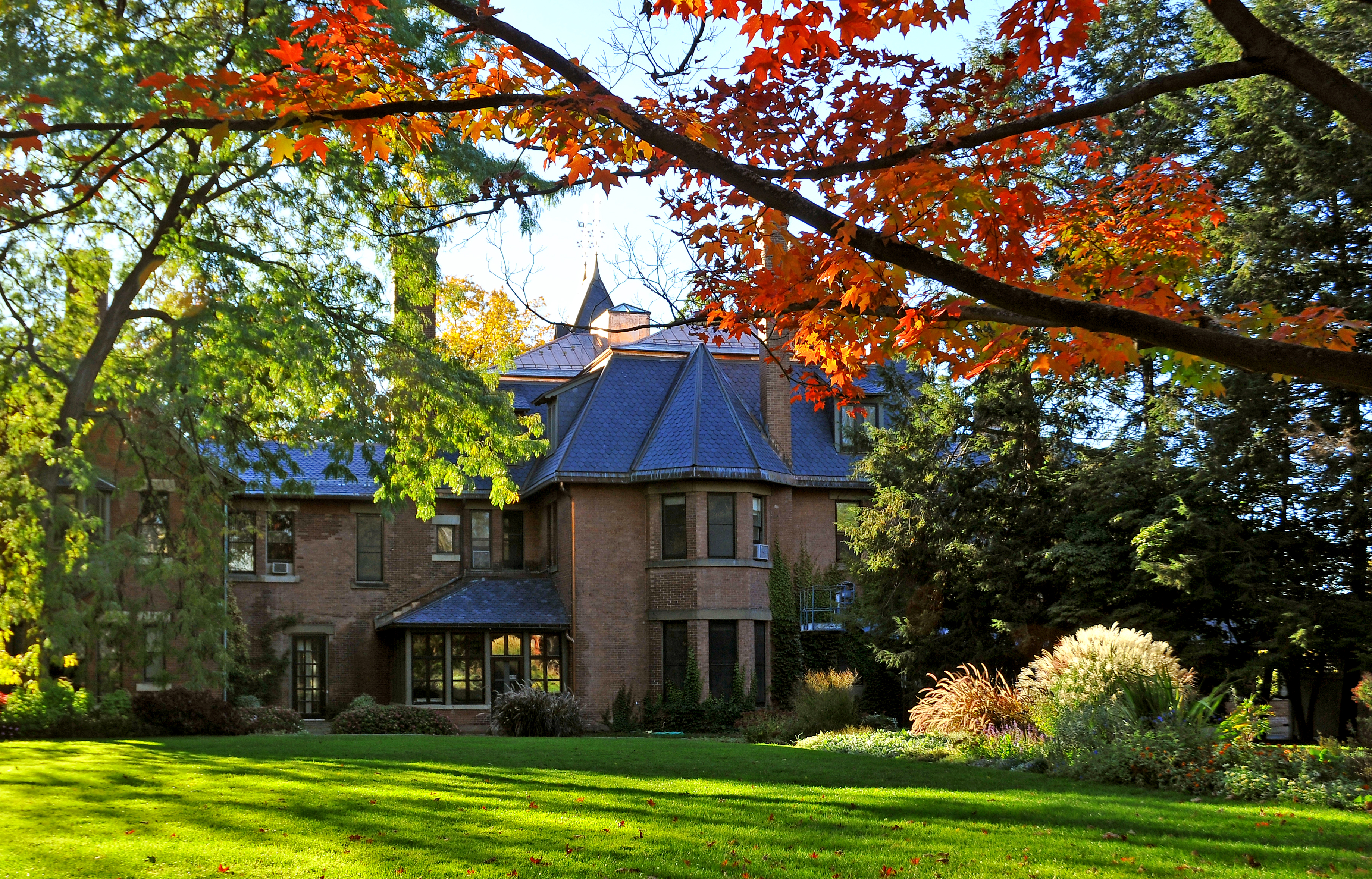
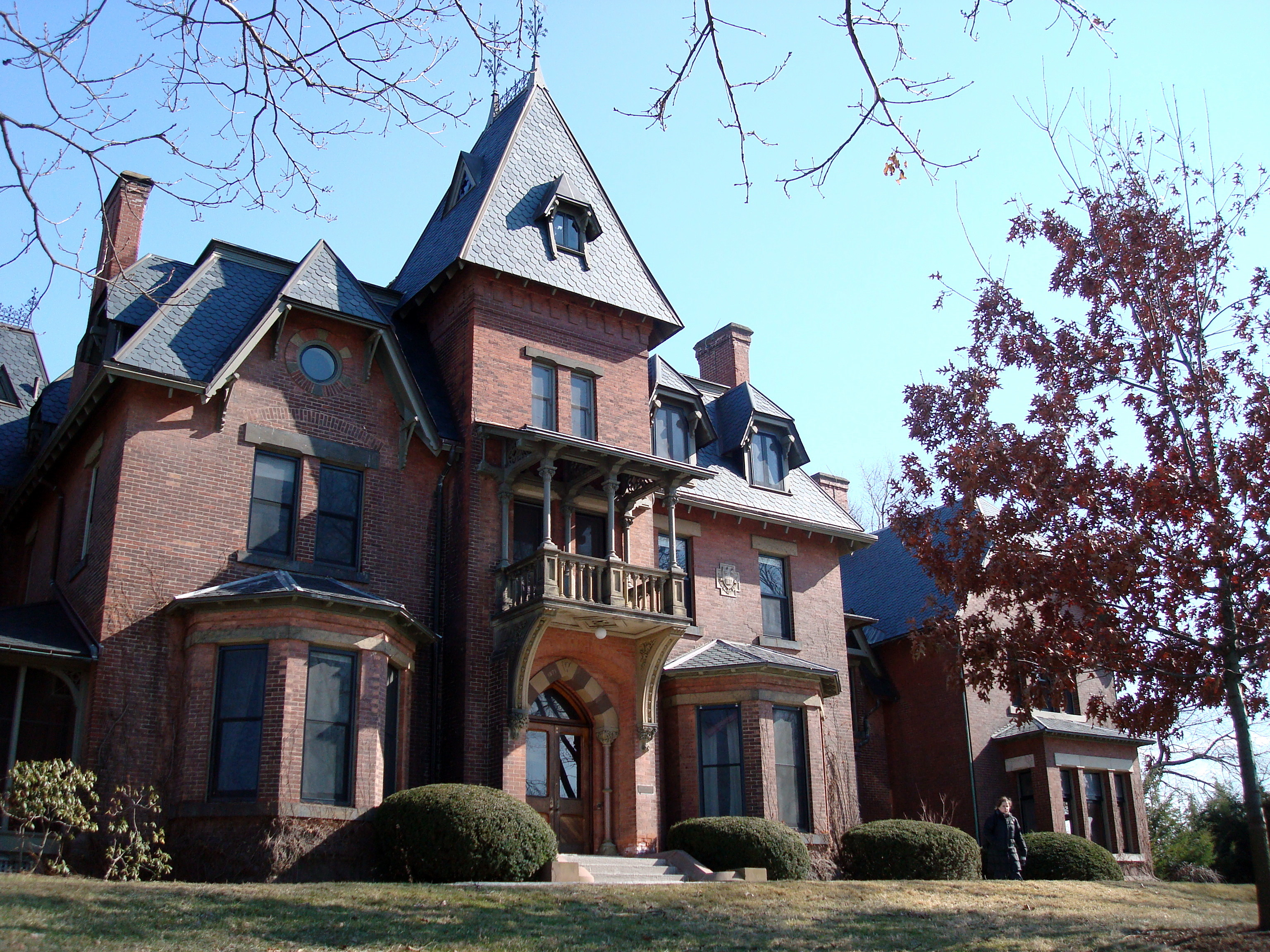